# Billionaire (singolo)
Billionaire è un brano musicale reggae pop di Travie McCoy, pubblicato come primo singolo estratto dall'album Lazarus, suo lavoro di debutto da solista. La canzone è stata scritta da Travie McCoy e The Smeezingtons, team produttivo costituito da Bruno Mars, Philip Lawrence e Ari Levine, e prodotta da questi ultimi. Nel testo del brano, McCoy e Mars immaginano cosa succederebbe se diventassero miliardari.

## Composizione
Bruno Mars iniziò a scrivere Billionaire, durante un viaggio a Londra, dove doveva produrre brani per le Sugababes, ricevette £ 240 dalla sua casa discografica, poiché Mars doveva passarci 11 giorni. Allora il cantante trovò la quantità di denaro insufficiente, e così mentre si trovava per la strada insieme a Ari Levine gli venne in mente quello che poi si rivelò il ritornello del brano.
Successivamente durante l'estate del 2009 mentre Mars e Philip Lawrence stavano scrivendo e producendo brani per Lupe Fiasco, B.o.B e per lo stesso McCoy, registrarono una demo di Billionaire, e McCoy dopo averla ascoltata decise di registrare insieme a Mars una versione completa del brano.

## Remix
Il 14 giugno 2010 è stato pubblicato il remix ufficiale del brano a cui partecipano Bruno Mars, T-Pain, One Chance e Gucci Mane.

## Il video musicale
Il video musicale di Billionaire è stato girato a Los Angeles ed è stato trasmesso in anteprima il 6 maggio su MTV. Il videoclip è stato diretto da Mark Staubach.

## Cover
Del brano è stata registrata una cover dalla cantante brasiliana Claudia Leitte intitolata Famo$a. Il brano figura il featuring di Travie McCoy.
Nella seconda stagione di Glee Chord Overstreet ne fa una cover.
Anche il gruppo coreano kpop Block B ne ha pubblicato una cover nell'album ZICO on the Block (Mixtape 2010).

## Tracce
CD-Single Atlantic 7567890595 (Warner) / EAN 0075678905957
1. Billionaire (Radio Edit) - 3:10
2. Billionaire (Explicit Version) - 3:31

## Classifiche
| Classifica(2010)           | Posizione più alta |
| -------------------------- | ------------------ |
| Australia                  | 5                  |
| Austria                    | 11                 |
| Belgio (Fiandre)           | 18                 |
| Belgio (Vallonia)          | 53                 |
| Brasile                    | 93                 |
| Canada                     | 12                 |
| Danimarca                  | 8                  |
| Europa                     | 9                  |
| Germania                   | 16                 |
| Irlanda                    | 2                  |
| Israele                    | 1                  |
| Italia                     | 32                 |
| Norvegia                   | 11                 |
| Nuova Zelanda              | 2                  |
| Paesi Bassi                | 1                  |
| Regno Unito                | 3                  |
| Repubblica Ceca            | 24                 |
| Slovacchia                 | 32                 |
| Svezia                     | 17                 |
| Svizzera                   | 14                 |
| Ungheria                   | 8                  |
| Stati Uniti                | 4                  |
| U.S. Hot R&B/Hip-Hop Songs | 82                 |
| U.S. Billboard Pop Songs   | 3                  |
| U.S. Billboard Rap Songs   | 9                  |